# 살아있는 영어로 강해지는 실전! DS 영어 삼매경
살아있는 영어로 강해지는 실전! DS 영어 삼매경(일본어: 英語が苦手な大人のDSトレーニング もっとえいご漬け)은 닌텐도 DS용으로 개발된 사용자의 영어 학습을 목적으로 한 교육용 게임이다. 일본에서는 2007년 3월 29일, 대한민국에서는 2008년 1월 10일 발매되었으며, 판매되는 가격은 33,000원이다.